# Éric Ferber
Pour les articles homonymes, voir Ferber.
Éric Ferber, né le 8 décembre 1961 à Étain, est un sculpteur français.

## Biographie
Éric Ferber commence à travailler dans la métallurgie à l'âge de 11 ans. Il y découvre vite une vocation en observant le travail d'un artisan qui lui apprit le savoir-faire.
Plus tard il se reconvertit dans le commerce, mais lassé par la pénibilité du travail, il ouvre son entreprise et décide de se consacrer très vite à la sculpture. Il les réalise dans des matériaux réputés très durs à travailler tels que l'aluminium, l'inox ou encore l'acier Corten.
Très vite, il est reconnu par son travail et son originalité et est choisi pour exposer ses sculptures au Grand Palais, puis plusieurs fois aux Jardins des Tuileries.
Par la suite, il expose notamment en prélude de la journée des arts à Sauveterre-de-Rouerge, puis en 2016 dans ville natale à Étain, à l'hôtel de ville, où il revient à nouveau quelques mois plus tard pour participer à l'exposition d’art moderne dans le parc du château de la fontaine en Rupt. Il est aussi présent aux Jardins des Arts 2018 organisé par l'association Les Entrepreneurs Mécènes.
En 2014, il choisit de créer un jardin de sculptures avec des sculptures monumentales de par leurs tailles, et inauguré par Pierre Lang.
En 2021, à la suite d'une grave maladie, Éric Ferber s’établit à Paimpol. Il y installe certains de ses cubes et de ses sculptures en acier Corten dans son jardin afin de les faire découvrir au public.
En septembre 2021, la ville de Saint-Germain-du-Puch, en Gironde, choisit une sculpture de Éric Ferber pour mettre en valeur l'entrée de la ville.
En avril 2024, pour la quatrième année d’exposition extérieure de Ploubazlanec, Éric Ferber expose 3 cubes de sa séries de 55 cubes, dont 32 sont déjà réalisés. Cette suite de 55 cubes fait référence à la suite de Fibonacci, dans laquelle chaque nombre divisé par le précédent est égal au nombre d'or.